# Zabaglione

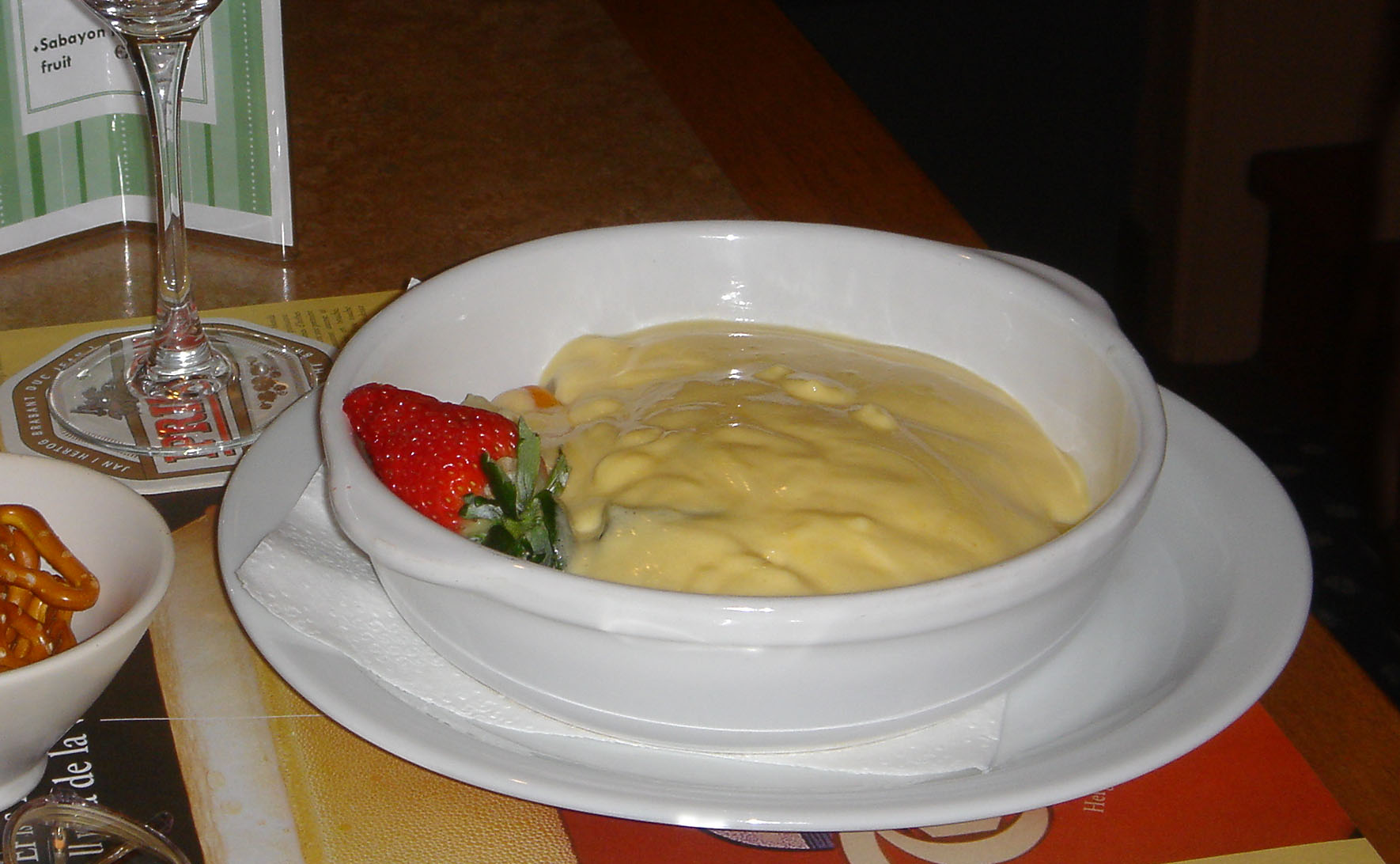
Un bol cu Zabaglione

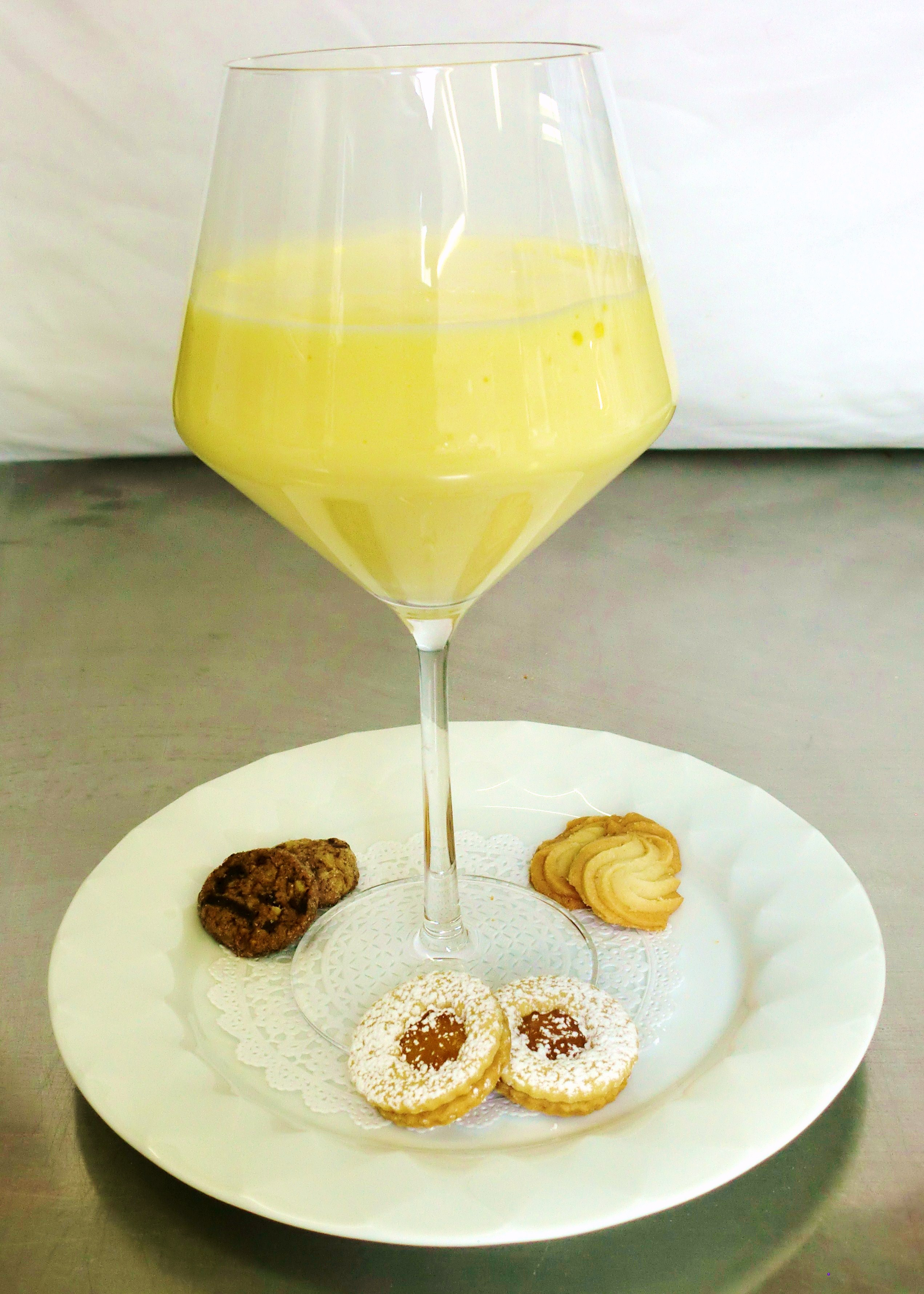
Zabaglione

Zabaglione  /[dzabaʎˈʎone]/ sau Zabaione /[ʦabaˈjoːnə]/ (în Franța cunoscut ca Sabayon /[sabajɔ̃]/) este un faimos desert din bucătăria italiană. Ingredientele sunt gălbenușul de ou, zahărul, vinul dulce (de obicei se folosește Vin Marsala, dar în formula originară se folosea Moscato d'Asti). Uneori se poate folosi oul în întregime. Desertul este foarte ușor și lichid, fiind servit cu smochine proaspete sau cu un tip de biscuit italienesc special numit Baicoli.
Reteta îi este atribuită atât unui celebru bucătar italian din secolul al XVI-lea, Bartolomeo Scappi, cât și unui bucătar de la curtea ducelui Carol Emanuel I de Savoia, din secolul al XVII-lea.